# Ha felmegyek a budai nagy hegyre
A Ha felmegyek kezdetű magyar népdalt Bartók Béla gyűjtötte a Pest vármegyei Tápiószelén 1906 augusztusában.
Feldolgozás:
| Szerző         | Mire       | Mű                                                 | Előadás |
| -------------- | ---------- | -------------------------------------------------- | ------- |
| Kerényi György | két szólam | Kétágú síp, 5. kotta                               |         |
| Bartók Béla    | zongora    | Gyermekeknek, 37. (2. kötet 16.) darab Poco vivace | [ 1 ]   |

## Kotta és dallam
| Ha felmegyek a budai nagy hegyre, Letekintek, letekintek a völgybe, Ott látom a, ott látom a kicsi kertes házunkat, Édesanyám szedi a virágokat. | Addig megyek, míg a szememre látok, Míg egy sűrű erdőre nem találok. Sűrű erdő közepében van egy magas kaszárnya, Abba leszek három évre bezárva. |

## Felvételek
- Ha felmegyek a budai nagy hegyre. Ovitévé  YouTube (2012. szeptember 13.)  (Hozzáférés: 2016. január 23.)